# Ataman А096
Ataman А096 — 33-35-ти місний півтораповерховий туристичний автобус для міжміського сполучення із збільшеними багажними відсіками. Автобус розроблений конструкторами АТ «Черкаський Автобус». В його конструкції використано традиційний комплект для японського виробника Isuzu зі збільшеною потужністю і навантаженням на осі, автобус має пневматичні гальма і задню підвіску, що забезпечують максимальну комфортність пасажирів. Двигун Isuzu 4HK1-E4CC автобуса Ataman А096 здатний розвивати потужність 190 к.с. Довжина автобуса — 8810 мм.

## Модифікації
- Ataman А09620 — туристичний автобус обладнаний двигуном 5,2 л 4HK1E4CC (Євро-4) потужність 190 к.с.
- Ataman А09620 — туристичний автобус обладнаний двигуном 5,2 л 4HK1E5CC (Євро-5) потужність 190 к.с.